# Чемпіонат острова Сан-Вісенті з футболу
Чемпіонат острова Сау-Вісенте з футболу або Liga Insular de São Vicente — чемпіонат острова Сан-Вісенті з футболу, який було створено в 1937/38 роках.

## Про чемпіонат острова
Область включає в себе північно-західну частину центральних островів, в першу чергу острови Санта-Люшія, Ілеу Бранку та Ілеу Паку, які не заселені в даний час, але включені до складу Кабо-Верде (хоча назва цих островів не використовуються, а також немає клубів, які там розташовані).
Чемпіонат острова було засновано близько 1938 року і він є найстарішим з нині існуючих острівних чемпіонатів Кабо-Верде. При заснуванні чемпіонату до нього було включено переважну частину островів Барлавенту, коли ж кількість футбольних клубів зросла і на інших островах, територія, з якої клуби брали участь в чемпіонаті спочатку обмежилась північно-західною частиною островів, а потім і лище північно-західною частиною центральних островів країни. Жоден з клубів за межами острова не брав участь в чеипіонаті острова, перш ніж не було створено острівні чемпіонати, на тих островах, де вони знаходилися.
Спочатку матчі двох острівних чемпіонатів були найвищим футбольним дивізіоном Кабо-Верде. В 1953 році чемпіон острову Сан-Вісенте клуб Академіка, взяв участь у першому колоніальному чемпіонаті і виграв перше національне чемпіонство колоніального періоду. Цей клуб був єдиним учасником з острову, який виступав у національному чемпіонаті до кінця колоніального періоду.
Мінделенше виграв своє перше острівне чемпіонство з самого початку створення Чемпіонату острова. Амарантеш виграв своє перше острівне чемпіонство в 1944 році, а друге — в 1945 році, перш ніж Мінделенше виграв ще два острівних титули в 1946 та 1947 рр. Академіка Мінделу виграла свій перший титул в 1948 році, Мінделенше після цього виграв чотири титули поспіль. Академіка завадила Мінделенше вп'яте поспіль завоювати титул, замість того виграла свій другий титул в 1953 році, Мінделенше виграв сім титулів поспіль, Амарантеш завадив Мінделенше завоювати восьмий поспіль титул, замість цього клуб завоював своє третє чемпіонство в 1961 році, Мінделенше знову виграв чемпіонат в 1962 році, Académica виграла два чемпіонства поспіль, після чого ФК «Дербі», який виграв свій перший титул у 1965 році. Мінделенше виграв свій черговий титул у 1966 році, Академіка виграла в 1967 році, після чого Мінделенше виграв ще вісім поспіль чемпіонств в період між 1975 і 1982 роками, перший з яких припав на останній рік португальського колоніального правління, інші сім виграв після того, як країна стала незалежною. «Дербі» виграв чотири титули поспіль в період з 1983 по 1986 роки, після чого Мінделенше виграв 6 разів поспіль в період з 1988 по 1994 рік, хоча сезон 1990/91 було скасовано. Академіка вже вдруге завадила Мінделенше завоювати сьомий титул поспіль в 1995 році. Мінделенше, як і раніше здобував перемогу за перемогою в чемпіонаті острова, так і сталося в період з 1996 по 1998 рік, Амарантеш був наступним переможцем чемпіонату в 1999 році, двічі поспіль чемпіонство вигравав «Дербі», а пізніше і Батукуе в 2002 році, Мінделенше виграв титули кожні два роки в період між 2009 і 2015 роками і є останнім на сьогодні чемпіоном острова.
Мінделенше має найбільшу кількість острівних чемпіонств (47), це найбільша кількість виграних чемпіонств серед усіх острівних чемпіонатів країни. На другому місці знаходяться Академіка та Дербі з 10 острівними чемпіонствами, а найменше з усіх в чемпіонаті острова перемагав Кастілью (2).

## Команди, які виступають в чемпіонаті острова в сезоні 2015/16
| - Академіка (Мінделу) (Мінделу) - Амарантеш (Мінделу) - ФК «Батукуе» (Мінделу) - ФК «Дербі» (Мінделу) - Фалькоєш - Фаренше - Мінделенше - Саламанша | - Кальяу - Кастілью (Мінделу) (Мінделу) - Корінтіанш (Мінделу) - Понта Пун - Рібейра Бочі - Сан-Педру |

## Переможці

### До здобуття незалежності
- 1937?: Мінделенше
- 1938: Мінделенше
- 1939: Мінделенше
- 1940: Мінделенше
- 1941: Мінделенше
- 1942: Мінделенше
- 1943: Мінделенше
- 1944: Амарантеш
- 1945: Амарантеш
- 1946: Мінделенше
- 1947: Мінделенше
- 1948: Академіка (Мінделу)
- 1949: Мінделенше
- 1950: Мінделенше
- 1951: Мінделенше
- 1952: Мінделенше
- 1953: Академіка (Мінделу)
- 1954: Мінделенше
- 1955: Мінделенше
- 1956: Мінделенше
- 1957: Мінделенше
- 1958: Мінделенше
- 1959: Мінделенше
- 1960: Мінделенше
- 1961: Амарантеш
- 1962: Мінделенше
- 1963: Академіка (Мінделу)
- 1964: Академіка (Мінделу)
- 1965: ФК «Дербі»
- 1966: Мінделенше
- 1967: Академіка (Мінделу)
- 1968: Мінделенше
- 1969: Мінделенше
- 1970: Мінделенше
- 1971: Мінделенше
- 1972: Академіка (Мінделу)
- 1972/73 : Кастілью (Мінделу)
- 1973/74 : Кастілью (Мінделу)
- 1974/75 : Мінделенше

### Після здобуття незалежності
- 1975/76 : Мінделенше
- 1976/77 : Мінделенше
- 1977/78 : Мінделенше
- 1978/79 : Мінделенше
- 1979/80 : Мінделенше
- 1980/81 : Мінделенше
- 1981/82 : Мінделенше
- 1982/83 : ФК «Дербі»
- 1983/84 : ФК «Дербі»
- 1984/85 : ФК «Дербі»
- 1985/86 : ФК «Дербі»
- 1986/87 : Академіка (Мінделу)
- 1987/88 : Мінделенше
- 1988/89 : Мінделенше
- 1989/90 : Мінделенше
- 1990/91 : не відбувся
- 1991/92 : Мінделенше
- 1992/93 : Мінделенше
- 1993/94 : Мінделенше - Свій шостий титул, починаючи з сезону 1991 року, клуб отримав без проведення чемпіонату
- 1994/95 : Академіка (Мінделу)
- 1995/96 : Мінделенше
- 1996/97 : Мінделенше
- 1997/98 : Мінделенше
- 1998/99 : Амарантеш
- 1999/00 : ФК «Дербі»
- 2000/01 : ФК «Дербі»
- 2001/02 : ФК «Батукуе»
- 2002/03 : ФК «Батукуе»
- 2003/04 : Академіка (Мінделу)
- 2004/05 : ФК «Дербі»
- 2005/06 : Мінделенше
- 2006/07 : Академіка (Мінделу)
- 2007/08 : ФК «Дербі»
- 2008/09 : Мінделенше
- 2009/10 : ФК «Батукуе»
- 2010/11 : Мінделенше
- 2011/12 : ФК «Батукуе»
- 2012/13 : Мінделенше
- 2013/14 : ФК «Дербі»
- 2014/15 : Мінделенше

## Виступи по клубах
| Клуб                | Перемог                 | Переможні роки |
| ------------------- | ----------------------- | --- |
| Мінделенше          | 46 в списку (47 всього) | 1938, 1939, 1940, 1941, 1942, 1943, 1946, 1947, 1950, 1951, 1952, 1954, 1955, 1956, 1957, 1958, 1959, 1960, 1962, 1966, 1968, 1969, 1970, 1971, 1975, 1976, 1977, 1978, 1979, 1980, 1981, 1982, 1988, 1989, 1990, 1992, 1993, 1994, 1996, 1998, 2006, 2009, 2011, 2013, 2015 |
| Академіка (Мінделу) | 10                      | 1948, 1953, 1963, 1964, 1967, 1972, 1987, 1998, 2004, 2007 |
| ФК «Дербі»          | 10                      | 1965, 1983, 1984, 1985, 1986, 2000, 2001, 2005, 2008, 2014 |
| Амарантеш           | 5                       | 1944, 1945, 1949, 1961, 1999 |
| ФК «Батукуе»        | 4                       | 2002, 2003, 2010, 2012 |
| Кастілью (Мінделу)  | 2                       | 1973, 1974 |

## Президенти
- Бенвінду Лестун (до сезону 2014-15 років)
- Жуліу ду Рошаріу (починаючи з сезону 2014-15 років)